# Berrabi Bakhti
Berrabi Bakhti é uma vila na comuna de Taghit, no distrito de Taghit, província de Béchar, Argélia. A vila está localizada no lado leste do rio Oued Zouzfana, 8 quilômetros (5 milhas) ao sul de Taghit, na borda ocidental do Grand Erg Occidental.